# Lanfranco Cigala
Lanfranco Cigala, o Cicala (... – 1258), è stato un trovatore, giurista e diplomatico italiano, al servizio della Repubblica di Genova, nobiluomo, cavaliere, e uomo di lettere genovese attivo almeno dal 1235.
Come molti italiani colti del suo tempo - varrà la pena di ricordare il veneziano Bartolomeo Zorzi, il marchese Alberto Malaspina dei signori di Lunigiana e il più famoso Sordello da Goito tanto ammirato da Dante -, Lanfranco scelse di comporre opere poetiche in occitano. Ci restano trentadue suoi componimenti, che hanno per tema le crociate, l'eresia, il potere temporale del Papato, la pace nella Cristianità e la fedeltà in amore (tra i quali si ricorda un compianto per la morte di Berlenda, scritto "in uno stile composto ed elegante"). Lanfranco si ricollega ad una vasta tradizione di trovatori che esprimevano in versi la delusione dei cristiani per il modo in cui il Papato e i grandi signori di quel tempo conducevano le crociate in Oriente.
Tra le trentadue composizioni rimaste di Lanfranco si trovano:
- sette cansos sull'amor cortese;
- quattro cansos religiose;
- tre sirventes;
- due canzoni di crociate;
- e un planh.

Conosciamo anche nove tenzones composte insieme ad altri trovatori: quattro con Simone Doria e una con Jacme Grils, una con Guilleuma de Rosers, una con Lantelm, una con Rubaut e una con un altrimenti ignoto "Guilhem".

## Biografia
Lanfranco viene per la prima volta menzionato nel 1235 come iudex (giudice). Nel 1241, lo troviamo nelle vesti di ambasciatore della Repubblica di Genova alla corte di Raimondo Berengario IV di Provenza, dove probabilmente incontra Bertran d'Alamanon. Nel 1248, è a Ceuta per una spedizione mercantile. Lo troviamo menzionato per l'ultima volta in un documento datato 16 marzo 1257, mentre la sua morte viene registrata il 24 settembre del 1258. Contrariamente alla leggenda, non risulta che sia stato assassinato a Monaco nel 1278.

## Poesia religiosa
Lanfranco si mostrava critico verso la politica del papato in merito alle crociate e sostenitore della crociata albigese. Facendo eco alla dichiarazione di papa Innocenzo III riguardo al fatto che i catari fossero peggiori dei saraceni (1208), nel suo componimento poetico Si mos chans fos de joi ni de solatz (diretto al Conte di Provenza, allora Carlo d'Angiò), Lanfranco scrive:
Questo componimento venne scritto immediatamente dopo la perdita di Gerusalemme da parte dei Mamelucchi nel 1244 e in concomitanza con l'ultimo sollevamento albigese. In modo più sicuro, può essere datato tra l'agosto del 1244 e il 17 luglio del 1245. Lanfranco dà la colpa della perdita di Gerusalemme alla mancanza di convivenza pacifica tra gli stati cristiani, requistito fondamentale per ottenere successo in Oriente. Anche se rifiuta esplicitamente di far ricadere la colpa sull'imperatore (Federico II) o sul papa (Innocenzo IV), le sue ultime parole rappresentano un attacco alla politica papale in quanto rivolta a condurre una guerra per puro tornaconto.
In un altro componimento, Quan vei far bon fag plazentier, scritto all'inizio del 1248, Lanfranco lamenta la imminente caduta del Cristianesimo proponendo la metafora del Sepolcro, che i saraceni, egli dice, hanno già distrutto. Il Cristianesimo, dunque, era condannato senza possibilità di essere recuperato, poiché esso è già stato abbattuto dagli infedeli. Questa metafora estrema faceva solo parte, tuttavia, del desiderio di Lanfranco di incoraggiare la pace tra i cristiani onde cercare di far sopravvivere la loro religione.
Tra le canzoni (cansos) religiose di Lanfranco ve ne sono tre su temi mariani, la più importante delle quali è Gloriosa sainta Maria.

## Poesia d'amore
Secondo alcuni critici, vi sarebbero nell'opera di Lanfranco elementi che lasciano presagire il dolce stil novo, come quando scrive nella sua poesia Quant en bon luec oppure ques amors pren en lejal cor naissenza (l'amor prende in leal cor nascita). La sua poesia idealizza la donna ed enfatizza il bisogno di fedeltà. In un altro componimento poetico, Lanfranco commemora la contessa defunta di Este così:
Tra le signore (dompnas) celebrate da Lanfranco nelle sue poesia c'è una Berlenda e una de Villafranca, soprannome con il quale il poeta compone molti giochi di parole, come in Tan franc cors de dompn'ai trobat. Quest'ultima donna potrebbe essere stata Alasia, figlia di Guglielmo Malaspina. Il solo planh di Lanfranco, che lui definisce chan-plor, viene composto per una signora chiamata Luresana e comincia con il verso Eu non chant ges per talan de chantar.
Nei Flores novellarum di Francesco da Barberino, una raccolta di  questioni d'amore, si trova una breve biografia di Lanfranco in cui il trovatore è sollevato dai "doveri di ospitalità" e dalle "richieste di prestare servizio a una signora". Questa novella è presa come un esempio della data precoce in cui la scena viene trasferita "dalla strada all'anima umana."

## Altre composizioni
Nel luglio del 1245 Lanfranco scrive un violento sirventes che inizia con il verso Estier mon grat mi fan dir vilanatge nel quale attacca Bonifacio II del Monferrato. Una composizione più disimpegnata è Escur prim chantar e sotil, in cui viene difeso lo stile del trobar leu.